# デルフィーヌ・ペルスーン
デルフィーヌ・ペルスーン（Delfine Persoon、1985年1月14日 - ）は、ベルギーの女子プロボクサー。モールスレーデ出身。元WBC・IBF女子世界ライト級王者。
普段はベルギーの鉄道警察の婦人警官として勤務している。

## 来歴
6歳のときに姉の影響で柔道を始め、国際大会でも上位に入っていたが、負傷のため断念。
高校卒業後、警察学校に進むが、訓練で格闘技に取り組んだのがきっかけでボクシングに興味を持ち、ボクシングジムに通う。
アマチュアでは2008年1月から2009年4月まで20戦出場して無敗、ベルギー選手権でも優勝した。
その後プロに転向し、2009年5月23日デビュー戦をKO勝利。
2戦目では後のWBC女子世界フライ級王者レナータ・セベレディに勝利。
その後デビューからの連勝は「9」まで伸ばすが、9戦目となるZelda Tekin戦は反則裁定だったため、ダイレクトリマッチが組まれ、その試合でTKO負けとなり初黒星。
2連勝した後、2011年3月5日にNicole Bossと空位のEBU女子ライト級王座を争い、3-0判定で初タイトル獲得。
ノンタイトル3連勝をはさみ、2011年11月1日、Myriam Dellalを相手にEBU王座初防衛戦を行い、判定で初防衛成功。
2012年2月25日、Lucia Morelliが持つWIBF世界ライト級王座に挑戦し、5回TKOで初の世界王座奪取に成功。
ノンタイトル2連勝後、2012年9月21日、エリン・マクガワンと初代IBF女子世界ライト級王座を争い、7回TKOでIBF王座獲得。WIBFと合わせて2冠達成。
その後ノンタイトルでKO勝利し、2013年1月12日、Anita Torti相手にWIBF王座初防衛戦を判定勝利。
2013年12月13日、ルシア・モレリを10回TKOで倒しWIBA王座獲得。3冠達成。
2014年4月20日、エリカ・ファリアスが持つWBC女子世界ライト級王座に挑戦し判定勝利で王座獲得。4冠達成。
その後ノンタイトルで8回判定勝利し、2014年11月11日、ダイアナ・プラザックを相手にWBC女子世界ライト級王座初防衛戦を行い、9回TKOで初防衛成功。
その後ノンタイトルで8回TKO勝利し、2015年4月25日、ニコール・ボースを相手にWBC女子世界ライト級王座初防衛戦を行い、9回TKOで2度目の防衛に成功した。
その後ノンタイトルで8回TKO勝利し、2015年11月11日、マイバ・アマドゥシェを相手にWBC女子世界ライト級王座初防衛戦を行い、10回判定で3度目の防衛に成功した。
2016年6月4日、クリスティーナ・リナルダトゥを相手にWBC女子世界ライト級王座初防衛戦を行い、10回判定で4度目の防衛に成功した。
2016年11月11日、ラス・ステファニー・アクイノを相手にWBC女子世界ライト級王座初防衛戦を行い、1回反則勝ちで5度目の防衛に成功した。
2019年6月1日、アンソニー・ジョシュア 対 アンディ・ルイス戦の前座にWBA・WBO・IBF王者ケイティー・テイラーとの統一戦を行い、0-2の判定で敗れ、王座陥落。
2020年3月、東京五輪ヨーロッパ予選ライト級（60Kg）の1回戦でギリシャのNikoleta Pitaに敗れ、五輪出場枠を獲得出来なかった。
2024年9月27日、WBA・WBC・IBF・WBO女子世界スーパーフェザー級タイトルマッチとして4団体女子世界同級王者のアリシア・バウムガードナーに挑戦するも、4回終盤に偶然のバッティングでペルスーンが右眉を切り裂き大量出血を起こし、ドクターストップで無効試合となった 。当初は昨年行われたバウムガードナーのクリスティーナ・リナルダドゥ戦におけるドーピングの影響でWBC女子世界同級王座のみを賭ける予定だったが、試合から3日前の同年9月24日にWBAがタイトルマッチを承認、その後IBFとWBOも後を追う形で承認したため4団体タイトルマッチとして行われることとなった。

## 獲得タイトル
- EBU女子ライト級王座
- WIBF世界ライト級王座
- IBF女子世界ライト級王座
- WIBA世界ライト級王座
- WBC女子世界ライト級王座